# 文字言語
文字言語（もじげんご）とは、文字を媒介とする言語。一般に音声言語から派生するとされるが、単に音声言語を文字化したものではなく、文字の諸用法のために独自の性質を持つ。例えば語の分節、書き分けのためにスペース、改行などの特徴を持つ。

## 「文語」との関係
文字言語は文語とは異なる。また書記言語とも同様に異なる。しかししばしば曖昧に用いられる。

## 音声言語との関係
自然言語は全て口頭言語を持ち、従って音声言語を持つが、文字を持たない言語も少なくなく、従って文字言語を持たない言語もある。自然言語では通常文字言語は音声言語から派生するため、ふつう文字言語には対応する音声言語がある。文字言語しか持たない自然言語は基本的に存在しないが、口頭言語が死語になっても書かれたものは残るため、文字言語のみが言語資料として化石的に残っている言語も多い。一方人工言語では、例えばプログラミング言語のように音声言語がまったく存在しないものも多い。
文字言語は音声言語を基盤として二次的に派生する。しかし文字言語の構造は、単に音声言語の音韻論的体系が表記体系で表されたものと理解することは問題である。ただし実際には音声言語が文字言語に影響を与え、文字言語が逆に音声言語にも影響を与えるといった不即不離の関係にある。
中近世の覇者の側の価値観では、文字を持たない、すなわち文字言語を持たないことは文明が未発展だと看做され侵略等の正当化の一つとされることがしばしば起こった。文字言語を持たなかった民族にアイヌなどがいる。
音声言語はふつう口から発せられ、時々刻々と消えていく。このため話し手と聞き手がコミュニケーションの場を共有する直接的伝達に用いられることが多い。これに対して文字言語は筆記用具などの伝達道具を必要とし、またある程度の期間保存されるため、時間的にも距離的にも隔たった相手との間接的伝達を可能にする。文字言語のこうした性質のため、書記言語は論理的に練り上げる必要が出てくる。
音声言語において行われる強調や大声は、文字言語では傍点を付したり、括弧を用いたりする。また疑問文の尻上がり音調は疑問符を用いる必要がある。とぎれとぎれの発言はリーダー（……）やダッシュ（——）で表される。

## 新しいスタイル
インターネットを軸としたそれ以前の社会には存在しなかった新しい情報通信網（電子メディア）の広範な普及と、それによる時に不特定多数とのやりとりも可能とする双方向かつほぼリアルタイムな情報通信の個人レベルでの獲得は、社会における文字言語の役割に大きな変化を与える。
例えば、日本社会において文字言語の主な役割は公文書や文学、書状など、時間が経ってから読まれる文章に限られていたが、インターネットや携帯電話による情報通信の普及した1990年代後半に入ってからは、電子掲示板における実況、チャットなど、ほぼリアルタイムに流れ読まれる文字言語が出現した。この様な用途では文語とは異なる、より口語に近い言葉遣いが多く使用され、派生的な表記体系や文字言語でしか存在しない新たな言葉遣いも現れている。顔文字の使用や2ちゃんねる用語などがその例である。